# Моцпан Анатолій Федорович
Анатолій Федорович Моцпан (нар. 10 грудня 1945, село Скалева, тепер Новоархангельського району Кіровоградської області) — український діяч, викладач історії та суспільних дисциплін Амвросіївського індустріального технікуму Донецької області. Народний депутат України 2-го скликання.

## Біографія
У 1962—1964 роках — студент історичного факультету Донецького державного університету. У 1964—1967 роках — служба в Радянській армії. У 1967—1970 роках — студент історичного факультету Донецького державного університету, історик.
У 1970—1975 роках — учитель, директор Артемівської восьмирічної та Войківської середньої шкіл Донецької області.
Член КПРС до червня 1990 року.
У 1975—1983 роках — інструктор, завідувач відділу пропаганди та агітації Амвросіївського районного комітету КПУ Донецької області.
З 1983 року — викладач історії та суспільних дисциплін Амвросіївського індустріального технікуму Донецької області.
Народний депутат України 2-го демократичного скликання з .04.1994 (2-й тур) до .04.1998, Амвросіївський виборчий округ № 146, Донецька область. Член Комітету з питань боротьби з організованою злочинністю і корупцією. Член депутатської фракції СПУ і СелПУ.
Член ПСПУ.